# Marmaduke Tunstall
Marmaduke Tunstall (1743 - 11 de octubre de 1790) fue un ornitólogo inglés. Es el autor de la Ornithologica Britannica (1771), probablemente el primer trabajo británico en utilizar la nomenclatura binominal.
Tunstall nació en la villa de Burton Constable en Yorkshire del Este, Inglaterra. En 1760 heredó las haciendas familiares de Scargill, Hutton, Long Villers y Wycliffe. De confesión católica, fue educado en Douai, Francia. Completados sus estudios pasó a residir en la calle Welbeck, Londres, donde fundó un amplio museo, así como una gran colección de aves vivas y animales. Tras su matrimonio en 1776 el museo se trasladó a Wycliffe y ya por entonces era uno de los mejores de Inglaterra.
Tunstall se convirtió en miembro de la Sociedad de Anticuarios de Londres a la edad de veintiún años y en 1771 fue elegido miembro de la Royal Society.
Murió en Wycliffe y sus haciendas pasaron a su hermanastro, William Constable. Constable invitó a Thomas Bewick a Wycliffe donde pasó dos meses haciendo dibujos de los especímenes de aves. La colección fue finalmente comprada por la Sociedad de Newcastle en 1822 y formó la base del Museo de Newcastle.

## Abreviatura (zoología)
La abreviatura Tunstall  se emplea para indicar a Marmaduke Tunstall como autoridad en la descripción y taxonomía en zoología.